# 森林中皿蛛
森林中皿蛛（学名：Centrometus sylvaticus）为皿蛛科中皿蛛属的动物。分布于全北区以及中国大陆的四川等地。